# Chironius flavolineatus
Chironius flavolineatus är en ormart som beskrevs av Jan 1863. Chironius flavolineatus ingår i släktet Chironius och familjen snokar. Inga underarter finns listade i Catalogue of Life.
Arten förekommer i Brasilien samt fram till Peru, centrala Bolivia och nordöstra Paraguay. Honor lägger ägg.